# Осецький Йосип Петрович
Йо́сип Петро́вич Осе́цький (5 грудня 1946, село Держанівка, нині Дунаєвецького району Хмельницької області) — український поет. Член Конгресу літераторів України. Один із небагатьох сучасних поетів, що пише ронделі. Кандидат юридичних наук — доктор філософії в галузі права (2011). Дослідження у сфері порівняльно-історичного мовознавства — українська мова і санскрит.

## Біографія
1967 року закінчив історико-філологічний факультет Кам'янець-Подільського педагогічного інституту (нині Кам'янець-Подільський національний університет імені Івана Огієнка). Працював у школі. Перебував на службі в органах державної безпеки. Полковник Служби безпеки України.
Мешкає в Хмельницькому. Один із співзасновників Хмельницького обласного осередку Всеукраїнської творчої спілки «Конгрес літераторів України» (осередок офіційно зареєстровано 23 серпня 2006 року) .
2011 року захистив кандидатську дисертацію «Злочинність іноземців у сфері національної безпеки та запобігання їй» .

## Видані збірки
- Офіцерський вальс: Поетичні листи зі служби. — Хмельницький, 2002. — 68 с. — ISBN 966-7736-67-9
- Черешневий сад: Пісні, романси, балади. — Хмельницький: Видавництво ХГПІ, 2003. — 52 с. — ISBN 966-7611-05-1
- Грона любові. — Сімферополь: Доля, 2004. — 116 с. — ISBN 966-8295-86-2
- На Майдані надії: Сучасні ронделі. — Сімферополь: Доля, 2005. — 98 с. — ISBN 966-8584-39-2